# Annick de Souzenelle
Annick de Souzenelle (Bretaña, 4 de noviembre de 1922-11 de agosto de 2024) fue una escritora francesa de obras sobre espiritualidad.

## Biografía
Annick de Souzenelle estudió Matemáticas y después, en 1945, Enfermería. Trabajó durante quince años como enfermera anestesista y más tarde como psicoterapeuta. Inicialmente de religión católica, se convirtió al cristianismo ortodoxo en 1958 y estudió teología y hebreo. Siguió un camino espiritual de esencia judeocristiana y abierto a otras tradiciones.
Fue autora de numerosas obras sobre espiritualidad. Su investigación estuvo inspirada en la espiritualidad cabalista, la psicología junguiana y la filología hebrea.
Se especializó en el estudio de la tradición hebrea y de la Biblia, de la que hace una lectura particular. Según Souzenelle, en la civilización judeocristiana existe un culto al sufrimiento y al sacrificio. Ella aboga por el abandono de la oposición moral entre el bien y el mal en favor de una percepción de «lo incumplido» y «lo logrado» y un camino hacia la realización. Determina unas «leyes ontológicas» y defiende que la crisis ecológica está estrechamente ligada a la transgresión de dichas leyes y que, por tanto, será imposible detener la degradación medioambiental si no se realiza un trabajo espiritual.
En 2016, creó la Asociación Arigah para asegurar la transmisión de su obra, reunir a quienes siguen sus enseñanzas y fomentar el desarrollo del Instituto de Antropología Espiritual.

## Obras traducidas al castellano
- El simbolismo del cuerpo humano: del árbol de la vida al esquema corporal, Editorial Kier, 1996. (De l'arbre de vie au schéma corporel, le symbolisme du corps humain).
- El Egipto interior o las diez plagas del alma, Editorial Kier, 1999. (L'Égypte intérieure ou les dix plaies de l'âme).
- La palabra en el corazón, Editorial Kier, 2016. (La Parole au cœur du corps)
- El Simbolismo del cuerpo humano, Ediciones Obelisco, 2024. (Le Symbolisme du corps humain).

## Obras en francés
- De l'arbre de vie au schéma corporel, le symbolisme du corps humain, éditions Dangles, coll. "Horizons ésotériques", 1977.
- L'Égypte intérieure ou les dix plaies de l'âme, Albin Michel, collection "Espaces Libres", 1991.
- Le Symbolisme du corps humain, Albin Michel, collection "Espaces Libres", 1991.
- La lettre, chemin de vie: Le symbolisme des lettres hébraïques, Albin Michel, coll. «Spiritualités vivantes», Paris, 1993, ISBN 2-226-06512-1
- La Parole au cœur du corps, entretiens avec Jean Mouttapa, Albin Michel, 1993 et coll. "Espaces Libres", 1997
- Job sur le chemin de la lumière, Albin Michel, 1994, 1999 ISBN 2-226-07022-2, 202 pages
- Le Féminin de l’être. Pour en finir avec la côte d'Adam, Albin Michel, 2000
- Œdipe intérieur, Albin Michel, 1998, 2008
- Manifeste pour une mutation intérieure, Éditions du Relié, 2003
- L'arc et la flèche, Albin Michel, 2003
- L'alliance oubliée, Albin Michel, 2005
- Résonances bibliques, Albin Michel, coll. Spiritualités vivantes, 2006 ISBN 978-2226172877
- Alliance de feu (2 tomes), Albin Michel, 2007
- Le Baiser de Dieu, Albin Michel, 2008
- Jonas. Nous sommes coupés en deux, Éditions du Relié, 2008
- Cheminer avec l'ange, Éditions du Relié, 2010
- L'initiation (avec Pierre-Yves Albrecht), Éditions du Relié, 2012
- Va vers toi, Albin Michel, 2013.
- Le Seigneur et le Satan. Au-delà du bien et du mal, Albin Michel, 2016 ISBN 9782226320179
- Le Livre des guérisons. Les Évangiles en eaux profondes, Albin Michel, 2017
- Le grand retournement - La généalogie d'Adam aujourd'hui, Le Relié, 2020
- Colaboración con Marc Welinski, Comment bien vivre la fin de ce monde, Éditions Guy Trédaniel, 2021.
- Méditation sur la Mort, Le Relié, 2023.

### Obra colectiva
- Un et nu, Albin Michel, 1991
- Écologie et spiritualité, Albin Michel, 2006